# George Gray
George Gray (Spartanburg, 12 de fevereiro de 1960) é um lutador profissional estadunidense mais conhecido como "One Man Gang" e "Akeem". Em sua carreira, Gray lutou na World Wrestling Federation (WWF), World Championship Wrestling (WCW), Extreme Championship Wrestling (ECW) e em diversos territórios sulistas da National Wrestling Alliance (NWA).

## Carreira na luta profissional

### National Wrestling Alliance (1982—1987)
George Gray começou a lutar em 1982 pela International Championship Wrestling (ICW) de Angelo Poffo no Kentucky como "Crusher Bloomfield". Ele assumiu o personagem de "One Man Gang" um violento motoqueiro na Mid-South Wrestling (MSW), parte da National Wrestling Alliance (NWA), com Skandor Akbar como manager. Sua primeira luta televisionada foi uma vitória contra Buddy Landel exibida em 19 de março de 1982. O primeiro combate relevante de Gang aconteceu no Superdome Extravaganza em 1 de maio de 1982, quando ele e Harley Race derrotaram Dick Murdoch e André the Giant por desqualificação.
Sob o nome de "Crusher Bloomfield", Gray lutou na Continental Wrestling Association (CWA), desafiando os Fabulous Ones (Steve Keirn e Stan Lane) com Jesse Barr pelo título sulista de duplas da AWA. Durante 1983, Gang lutou na Jim Crockett Promotions (JCP), formando uma dupla com Kelly Kiniski para participar de um torneio pelo NWA Mid-Atlantic Tag Team Championship. No Canadá, pela Maple Leaf Wrestling (MLW), Gang desafiou Angelo Mosca pelo NWA Canadian Heavyweight Championship. Depois de perder uma luta em uma jaula com Oliver Humperdink para Jimmy Valiant, Gang foi forçado a deixar a JCP e passou a lutar na All Japan Pro Wrestling (AJPW), formando duplas com Stan Hansen e Goro Tsurumi.
Depois de uma temporada na Championship Wrestling from Florida (CWF) enfrentando lutadores como Dusty Rhodes e Blackjack Mulligan, Gang retornou à AJPW para participar do torneio de duplas Real World Tag League de 1984. Com Tsurumi como parceiro, Gang foi derrotado por Dynamite Kid e Davey Boy Smith em 25 de novembro de 1984, por Terry e Dory Funk, Jr. em 27 de novembro, por Harley Race e Nick Bockwinkel em 30 de novembro, por Giant Baba e Rusher Kimura em 3 de dezembro, por Jumbo Tsuruta e Genichiru Tenryu em 4 de dezembro, e por Stan Hansen e Bruiser Brody em 10 de dezembro. A única vitória da dupla no torneio foi contra Tiger Jeet Singh e Mike Shaw em 5 de dezembro.
Em janeiro de 1985, Gang passou a lutar na texana World Class Championship Wrestling (WCCW), iniciando uma rivalidade com Kerry Von Erich que culminou em uma luta onde o perdedor deveria cortar o cabelo (no caso de Gang, seria seu manager Gary Hart) - a qual Gang perdeu - no Parade of Champions. Gang, Mark Lewin e Killer Tim Brooks derrotaram Kevin e Kerry Von Erich pelo título mundial de trios (o terceiro campeão, Mike Von Erich, não participou do combate) em 7 de julho. O trio perdeu o título de volta para os Von Erichs e Brian Adias dois meses depois. Depois de uma série de lutas com Iceman Parsons e Bruiser Brody, Gang retornou ao Japão pela AJPW. Depois de mais alguns meses na World Class Championship Association (WCWA, antiga WCCW), Gang voltou a lutar pela Mid-South Wrestling, agora Universal Wrestling Federation (UWF), desafiando por títulos, sem vitórias até 9 de novembro de 1986, quando derrotou Terry Gordy pelo título mundial dos pesos-pesados da UWF. Ele defenderia contra lutadores como Jim Duggan, Ted DiBiase e "Dr. Death" Steve Williams até perder para Big Bubba Rogers em 19 de abril de 1987.

### World Wrestling Federation (1987—1990)

#### Como One Man Gang (1987—1988)
A primeira luta de One Man Gang na World Wrestling Federation, uma vitória contra Jesse Cortez, foi exibida no WWF Superstars of Wrestling de 23 de maio de 1987 (gravada em 12 de maio). Com Slick como seu manager, ele continuou a derrotar lutadores do baixo escalão ("jobbers") no Superstars e no Wrestling Challenge nos meses seguintes. Em agosto, Gang teve uma série não-televisionada de lutas contra o campeão da WWF Hulk Hogan pelo título, sendo derrotado em todas as ocasiões.
One Man Gang participou do torneio King of the Ring de 1987, sendo eliminado na primeira rodada por King Kong Bundy. Após o torneio, Gang retomou sua rivalidade com Hogan, novamente sendo derrotado, mas empatando ou vencendo por desqualificação em algumas ocasiões (o que manteve o título com o campeão). Ele participou da luta principal do Survivor Series como parte do time de André the Giant (com Butch Reed e Rick Rude) contra o time de Hogan (Paul Orndorff, Don Muraco, Ken Patera e Bam Bam Bigelow) em uma luta de eliminação. Gang eliminou Patera e Muraco do combate antes de ser eliminado por Bigelow. No final do ano, as lutas entre Hogan e Gang se intensificaram, em jaulas de ferro e combates com Nick Bockwinkel como árbitro.
No primeiro Royal Rumble em 1988, Gang eliminou Jake "The Snake" Roberts, B. Brian Blair, Hillbilly Jim, Ultimate Warrior e Don Muraco (com o auxílio de Dino Bravo), sendo o último eliminado do combate pelo vencedor, Jim Duggan. Durante o WrestleMania IV, One Man Gang participou do torneio para coroar um novo campeão da WWF. Ele derrotou Bam Bam Bigelow por contagem na primeira rodada e passou diretamente para a semifinal por sorteio. Ele foi eliminado do torneio por "Macho Man" Randy Savage ao ser desqualificado tentando utilizar a bengala de Slick contra Savage, eventual vencedor do torneio e novo campeão. Savage derrotou Gang para manter o título no Saturday Night's Main Event de 22 de abril de 1988.

#### Akeem e as Twin Towers (1988—1990)
Depois de uma série de lutas contra Bigelow e Junkyard Dog, One Man Gang sofreu uma transformação. Em setembro de 1988, Slick levou o repórter "Mean" Gene Okerlund até um beco, onde um grupo de dançarinos tribais africanos dançavam ao redor de uma lata de lixo em chamas. Slick anunciou que Gang possuía ascendência africana. Ele foi renomeado "Akeem", com a alcunha de "The African Dream" (uma referência ao apelido de Dusty Rhodes, "The American Dream"), e passou a vestir trajes tipicamente africanos, dançar e usar linguajar estereotipadamente negro (também em zombaria aos trejeitos de Rhodes). Posteriormente, o personagem foi considerado racista e ofensivo à cultura africana. A estreia de Akeem foi uma vitória contra Allen Kinsley no Superstars de 1 de outubro.
Com Slick como manager em comum, Akeem e Big Bossman formaram uma dupla conhecida como Twin Towers. Com Bossman em uma rivalidade com Hulk Hogan e Akeem tendo enfrentado Randy Savage, as duas duplas capitanearam times opostos em uma luta de eliminação no Survivor Series de 1988. O time das Twin Towers contava também com Ted DiBiase, Red Rooster e King Haku; e o dos Mega Powers (Hogan e Savage), com Hillbilly Jim, Koko B. Ware e Hercules. Akeem eliminou Jim do combate antes de ser desqualificado por algemar Hogan às cordas do ringue e atacá-lo com Bossman e seu cacetete. Durante o ataque, a valet e parceira de Savage, Miss Elizabeth, conseguiu roubar as chaves das algemas de Slick e salvar Hogan, o que começou a fazer com que Savage sentisse ciúmes de Hulk. Os Twin Towers continuaram a causar tensão entre Savage e Hogan no Saturday Night's Main Event em 7 de janeiro de 1989, com Akeem enfrentando Hogan, acompanhado por Elizabeth. Com o árbitro nocauteado, Akeem e Bossman atacaram Hogan, e Savage recusou os pedidos de ajuda de Elizabeth. Ele apenas interferiu após Akeem ser desqualificado por Bossman usar seu cacetete contra Hogan e os dois tentarem atacar Elizabeth.
No Royal Rumble de 1989, Akeem e Bossman eliminaram Hogan. Akeem acabou eliminado pelo eventual vencedor, Big John Studd. Durante o The Main Event, Akeem e Bossman enfrentaram Hogan e Savage. Durante o combate, Elizabeth acabou nocauteada (na história). O acidente causou a dissolução dos Mega Powers, com Savage atacando Hogan e tornando-se um vilão. Durante março, Akeem enfrentou Studd em uma série não-televisionada e, no WrestleMania V, Akeem e Bossman derrotaram os Rockers (Shawn Michaels e Marty Jannetty). Com essa vitória, os Twin Towers iniciaram uma rivalidade com os campeões de duplas da WWF Demolition (Ax e Smash). No SummerSlam, Demolition e "Hacksaw" Jim Duggan derrotaram as Twin Towers e André the Giant.
Akeem participou do torneio King of the Ring de 1989, derrotando Brutus Beefcake na primeira rodada e avançando para a semifinal, onde foi derrotado por Tito Santana. No início de 1990, Akeem e Bossman se separaram. No WrestleMania VI e no Saturday Night's Main Event de 28 de abril, Akeem foi derrotado por Bossman. Ele deixaria a WWF em outubro.

### World Championship Wrestling (1991; 1995—1996)
Gray estreou na World Championship Wrestling (WCW) em 12 de março de 1991, no WCW World Championship Wrestling, como One Man Gang, sob a tutela de Kevin Sullivan e Teddy Long, derrotando Ranger Ross. Ele manteve uma rivalidade com El Gigante e o opôs em times em combates WarGames durante a turnê do The Great American Bash. A rivalidade culminou em um combate no qual se Gang perdesse, deveria raspar a cabeça, e se Gigante perdesse, deveria deixar a WCW, em 25 de agosto. Gang perdeu e foi obrigado a cortar o cabelo. Ele recusou-se a perder uma luta para P.N. News e acabou demitido pelo presidente da WCW Jim Herd.[carece de fontes?]
Ele foi recontratado no final de 1995, participando da luta pelo título mundial com 60 outros lutadores no World War 3. Em uma luta não-televisionada no Starrcade, Gang derrotou Kensuke Sasaki pelo Campeonato dos Estados Unidos da WCW. Na realidade, a luta foi reiniciada após a vitória de Gang e vencida por Sasaki. No entanto, a WCW exibiu em sua programação apenas Gang vencendo, o considerando campeão. Ele perderia o título para Konnan no WCW Main Event de 29 de janeiro de 1996 antes de deixar a companhia meses depois.

### Circuito independente (1997—presente)

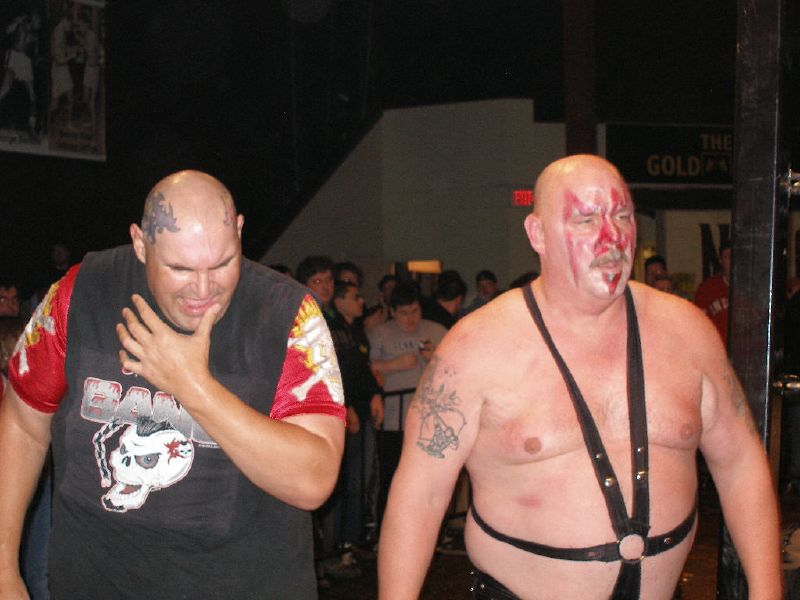
One Man Gang (esquerda) com Smash em um na Chikara em 2008.

Após deixar a World Championship Wrestling (WCW), One Man Gang passou um semestre lutando na Continental Wrestling Association (CWA), onde chegou a desafiar o campeão da CWA Scott Putski pelo título.
Em 1998, One Man Gang passou a lutar pela Extreme Championship Wrestling (ECW). Ele foi derrotado por Rob Van Dam pelo ECW World Heavyweight Championship três vezes e duas vezes pelo campeão seguinte, Shane Douglas. Ele também perdeu uma série de lutas contra Sabu e fez parte dos Full Blooded Italians.
Gang passou alguns meses na World Wrestling Council (WWC) em Porto Rico entre 2000 e 2001, onde teve uma série de lutas contra El Nene. Ele também manteve uma rivalidade com Carlos Colón pelo título hardcore, o ganhando duas vezes.
Como One Man Gang, Gray participou da Gimmick Battle Royal no WrestleMania X-Seven, da World Wrestling Federation (WWF).
Em 2008, como One Man Gang, Gray participou do torneio King of Trios da Chikara ao lado de Demolition (Ax e Smash). Eles foram eliminados na segunda noite pelos Fabulous Three (Larry Sweeney, Mitch Ryder e Shayne Hawke). Em 2009, Gang participou do evento Night of Legends da International Wrestling Cartel (IWC), sendo derrotado por "Hacksaw" Jim Duggan.

## Vida pessoal
Após se aposentar, Gray trabalhou como agente penitenciário na Penitenciária Estadual da Louisiana até ser forçado a pedir demissão por um problema nas costas.
Em julho de 2016, Gray foi nomeado como parte de um processo contra a WWE alegando que a empresa não havia revelado o risco de lesões cerebrais para os lutadores.
Em agosto de 2016, a casa de Gray em Baton Rouge foi parcialmente destruída por uma enchente.

## Na luta profissional
- Movimentos de finalização
  - 747 Splash / Air Africa (Splash, correndo ou de pé)[3][1]

- Movimentos secundários
  - Front suplex[1]

- Alcunhas
  - "The African Dream" ("O Sonho Africano", como Akeem)[3]

- Managers
  - Boogaloo Brown[1]
  - Gary Hart[43]
  - Sir Oliver Humperdink[44]
  - Skandor Akbar[4]
  - Slick[18]

- Temas de entrada
  - "Jive Soul Bro" por Jim Johnston (1988—1990)

## Títulos e prêmios
- Championship Wrestling from Florida
  - NWA Brass Knuckles Championship (1 vez)[45]
  - NWA Florida United States Tag Team Championship (1 vez)[46] – com Ron Bass

- Korean Pro-Wrestling Association
  - GWF World Tag Team Championship (1 vez)[47] – com Jason the Terrible

- Mid-Atlantic Championship Wrestling
  - NWA Mid-Atlantic Tag Team Championship (1 vez)[48] – com Kelly Kiniski

- Pro Wrestling Illustrated
  - PWI o colocou na #102ª posição dos 500 melhores lutadores individuais em 1992[49]

- Universal Wrestling Federation
  - UWF World Heavyweight Championship (1 vez)[10]

- World Championship Wrestling
  - WCW United States Championship (1 vez)[36]

- World Class Championship Wrestling
  - WCWA World Six-Man Tag Team Championship (1 vez)[9] – com Mark Lewin e Killer Tim Brooks

- World Wrestling Council
  - WWC Hardcore Championship (2 vezes)[38]

- World Wrestling Federation
  - Slammy Award por Melhor Grupo (1993)[50]

### Luchas de Apuestas
| Aposta              | Vencedor        | Perdedor     | Local            | Data |
| ------------------- | --------------- | ------------ | ---------------- | ---- |
| Cabelo de Gary Hart | Kerry Von Erich | One Man Gang | Irving, Texas    | 1985 |
| Cabelo              | El Gigante      | One Man Gang | Atlanta, Geórgia | 1991 |